# U-259
U-259 — средняя немецкая подводная лодка типа VIIC времён Второй мировой войны.

## История
Заказ на постройку субмарины был отдан 23 декабря 1939 года. Лодка была заложена 25 марта 1941 года на верфи Бремен-Вулкан под строительным номером 24, спущена на воду 30 декабря 1941 года. Лодка вошла в строй 18 февраля 1942 года под командованием оберлейтенанта Клауса Капке.

### Флотилии
- 18 февраля 1942 года — 31 августа 1942 года — 5-я флотилия (учебная)
- 1 сентября 1942 года — 15 ноября 1942 года — 3-я флотилия

### История службы
Лодка совершила 2 боевых похода. Успехов не достигла. Потоплена 15 ноября 1942 года в Средиземноморье к северу от Алжира, в районе с координатами 37°20′ с. ш. 03°05′ в. д., глубинными бомбами с британского самолёта типа «Хадсон». 48 погибших (весь экипаж). При этом атаковавший британский самолёт был потерян: одна из сброшенных самолётом глубинных бомб, взорвавшись при контакте с лодкой, искалечила самолёт, вынудив лётчиков покинуть его. Лишь двое из них были спасены подоспевшими британскими шлюпами HMS Erne и HMS Leith.

### Волчьи стаи
U-259 входила в состав следующих «волчьих стай»:
- Lohs 13 — 22 сентября 1942
- Blitz 22 — 25 сентября 1942
- Delphin 5 — 12 ноября 1942
- Wal 12 — 15 ноября 1942